# Джон Фавро
Джонатан Фавро (англ. Jonathan Favreau; нар. 19 жовтня 1966, Флашинг, Квінз, штат Нью-Йорк, США) — американський актор, продюсер, режисер та сценарист.

## Життєпис
Як актор, Джонатан Фавро відомий за своїми ролями у фільмах Руді, Тусовщики (сценарій до якого він і написав), Дуже погані штучки, Тільки для закоханих і Кухар на колесах (в якому виступив також у ролі режисера та продюсера). Також він був режисером у таких фільмах як Ельф, Залізна людина, Залізна людина 2, Ковбої проти прибульців, а також Книга джунглів. Як виконавчий продюсер працював над такими фільмами як Месники, Залізна людина 3 і Месники: Ера Альтрона.
Фавро грав Пітера Бекера, бойфренда Моніки Геллер протягом третього сезону сіткому Друзі. Він продюсував фільми під своїм брендом Fairview Entertainment. Компанія також була відзначена як співпродюсер у більшості з його режисерських проєктів.

## Фільмографія

### Режисер, сценарист, продюсер
| Рік  | Українська назва         | Оригінальна назва                           | У ролі  | У ролі    | У ролі     | Примітка                |
| Рік  | Українська назва         | Оригінальна назва                           | Режисер | Сценарист | Продюсер   | Примітка                |
| ---- | ------------------------ | ------------------------------------------- | ------- | --------- | ---------- | ----------------------- |
| 1996 | Свінгери                 | Swingers                                    | Ні      | Так       | Ні         |                         |
| 2001 |                          | Made                                        | Так     | Так       | Так        |                         |
| 2002 |                          | The First $20 Million Is Always the Hardest | Ні      | Так       | Ні         |                         |
| 2003 | Ельф                     | Elf                                         | Так     | Ні        | Ні         |                         |
| 2005 | Затура: Космічна пригода | Zathura: A Space Adventure                  | Так     | Ні        | Ні         | також редактор сценарію |
| 2008 | Залізна людина           | Iron Man                                    | Так     | Ні        | виконавчий |                         |
| 2009 | Тільки для закоханих     | Couples Retreat                             | Ні      | Так       | Ні         |                         |
| 2010 | Залізна людина 2         | Iron Man 2                                  | Так     | Ні        | виконавчий |                         |
| 2011 | Ковбої проти прибульців  | Cowboys & Aliens                            | Так     | Ні        | виконавчий |                         |
| 2014 | Кухар на колесах         | Chef                                        | Так     | Так       | Так        |                         |
| 2016 | Книга джунглів           | The Jungle Book                             | Так     | Ні        | Так        |                         |
| 2019 | Король Лев               | The Lion King                               | Так     | Ні        | Так        |                         |
| 2021 | Книга Боби Фетта         | The Book of Boba Fett                       | Ні      | Так       | Ні         |                         |
| 2026 | Мандалорець і Ґроґу      | The Mandalorian & Grogu                     | Так     | Так       | Так        |                         |
| Н/Д  | Книга джунглів 2         | The Jungle Book 2                           | Так     | Ні        | Так        |                         |

### Актор
| Рік  | Назва                           | Оригінальна назва         | Роль                       | Примітки |
| ---- | ------------------------------- | ------------------------- | -------------------------- | -------- |
| 1992 | Люди!                           | Folks!                    | водій таксі в Чикаго       |          |
| 1992 | Гоффа                           | Hoffa                     | масовка                    |          |
| 1995 | Бетмен назавжди                 | Batman Forever            | асистент                   |          |
| 1996 | Свінгери                        | Swingers                  | Майк                       |          |
| 2000 | Дублери                         | The Replacements          | Денні Бейтмен              |          |
| 2003 | Шибайголова                     | Daredevil                 | Фоггі Нельсон              |          |
| 2003 | Велика порожнеча                | The Big Empty             | Джон Персон                |          |
| 2003 | Ельф                            | Elf                       | Доктор Бен / містер Нарвал | голос    |
| 2006 | Розлучення по-американськи      | The Break-Up              | Джонні О                   |          |
| 2006 | Сезон полювання                 | Open Season               | Рейлі                      | голос    |
| 2008 | Залізна людина                  | Iron Man                  | Геппі Гоган                |          |
| 2008 | Чотири Різдва                   | Four Christmases          | Денвер                     |          |
| 2009 | Люблю тебе, чувак               | I Love You, Man           | Баррі                      |          |
| 2009 | Бригада М                       | G-Force                   | Герлі                      | голос    |
| 2009 | Тільки для закоханих            | Couples Retreat           | Джої                       |          |
| 2010 | Залізна людина 2                | Iron Man 2                | Геппі Гоган                |          |
| 2011 | Зоонаглядач                     | Zookeeper                 | ведмідь Джером             | голос    |
| 2012 | Джон Картер: між двох світів    | John Carter               | генерал Зоданґи            |          |
| 2013 | Піймай шахрайку, якщо зможеш    | Identity Thief            | Гарольд Корніш             |          |
| 2013 | Залізна людина 3                | Iron Man 3                | Геппі Гоган                |          |
| 2013 | Вовк з Уолл-стріт               | The Wolf of Wall Street   | Лі Соркін                  |          |
| 2014 | Кухар на колесах                | Chef                      | Карл Каспер                |          |
| 2015 | Антураж                         | Entourage                 | Джон Фавро                 |          |
| 2016 | Книга джунглів                  | The Jungle Book           | Фред                       | голос    |
| 2017 | Людина-павук: Повернення додому | Spider-Man: Homecoming    | Геппі Гоган                |          |
| 2018 | Соло. Зоряні Війни. Історія     | Solo: A Star Wars Story   | Rio Durant                 | голос    |
| 2019 | Месники: Завершення             | Avengers: Endgame         | Геппі Гоган                |          |
| 2019 | Людина-павук: Далеко від дому   | Spider-Man: Far From Home | Геппі Гоган                |          |
| 2021 | Людина-павук: Нема шляху додому | Spider-Man: No Way Home   | Геппі Гоган                |          |
| 2024 | Дедпул і Росомаха               | Deadpool & Wolverine      | Геппі Гоган                |          |